# シーラ・ヤング
シーラ・ヤング（Sheila Young、1950年10月14日 - ）は、アメリカ合衆国、ミシガン州・バーミンガム出身の元女子スピードスケート選手及び同自転車競技（トラックレース）選手。
本名は、シーラ・グレイス・ヤング＝オホヴィチュ(Sheila Grace Young-Ochowicz)。
1976年インスブルックオリンピックでは金、銀、銅の全てのメダルを獲得。また世界自転車選手権・スプリントでは3度、世界一の座に就いた。

## 経歴
一家とともにデトロイトに移住した際、同地のスポーツクラブに所属し、スピードスケート、ショートトラック、そして自転車競技の3競技を同時に習っていたこともあり、競技生活当初より冬場はスケート、夏場は自転車競技に取り組んでいた。
実弟のロジャー・ヤングは1972年ミュンヘンオリンピックと1976年モントリオールオリンピックにそれぞれ、自転車競技・スプリントの代表選手として出場。そして弟とともに上記2つのオリンピックに出場していたのが、同じく自転車競技・4km個人追い抜き代表だったジム・オホヴィチュであった。1976年、シーラはオホヴィチュと結婚した。
実娘のエリー・オホヴィチュも、スピードスケート選手として2002年ソルトレークシティオリンピック、2006年トリノオリンピックにそれぞれ出場した。
1972年
- 札幌オリンピックに出場、500m・4位、1000m・17位。
- 世界自転車選手権・スプリント 3位。

1973年
- 世界スプリントスピードスケート選手権大会 総合優勝。
- 世界自転車選手権・スプリント優勝。

1975年
- 世界スプリントスケート選手権 総合優勝。

1976年
- インスブルックオリンピック
  -  500m 優勝
  -  1500m 2位
  -  1000m 3位
- 世界スプリントスケート選手権 総合優勝。
- 世界オールラウンドスピードスケート選手権大会 総合3位。
- 世界自転車選手権・スプリント 優勝。

1976年シーズンをもって現役を引退。その後、夫のジムとともに、1980年に自国開催となるレークプラシッドオリンピックの組織運営委員としての職務に就いたが、同大会終了後、現役に復帰。下記の通りの成績を収めたが、1982年の世界自転車選手権では、後に弟のロジャーと結婚し、義理の妹となるコニー・パラスケヴィンに次いで2位に入った。
1981年
- 世界自転車選手権・スプリント 優勝。

1982年
- 世界自転車選手権・スプリント 2位。

1991年
- グランプリ・ド・パリ3位。